# Alternanthera tenella
Alternanthera tenella é uma planta da família Amaranthaceae. É conhecida como apaga fogo, periquito, corrente e perpétua do campo.
É uma espécie invasora, comum em terrenos baldios na região de Maringá.

## Potencial Farmacológico
Alternanthera tenella é uma planta com significativo potencial farmacológico, destacando-se por suas propriedades anti-inflamatórias, antimicrobianas, antivirais e antiparasitárias. Estudos indicam sua eficácia contra Leishmania amazonensis e Trypanosoma cruzi, além de atividade analgésica, antinociceptiva e diurética. Sua composição química inclui flavonoides, esteroides, saponinas e triterpenos, que podem justificar seus usos tradicionais no tratamento de infecções, febres e lesões.
Pesquisas in vitro demonstram ação promissora contra bactérias multirresistentes, como Escherichia coli, Pseudomonas aeruginosa e Streptococcus pneumoniae, reforçando seu potencial para o desenvolvimento de novos fármacos. Apesar dos resultados animadores, mais estudos são necessários para validar e aprofundar suas aplicações terapêuticas.